# Чупринов, Анатолий Иванович
Анатолий Иванович Чупринов (1937—1982) — советский конструктор ракетной техники, лауреат Государственной премии СССР.

## Биография
После окончания Харьковского политехнического института работал в ОКБ-692 (с 1967 г. НПО «Электроприбор»). Инженер, заместитель главного инженера, главный инженер.
Под его руководством освоено опытное производство модульной аппаратуры с применением машинных методов изготовления и контроля, организован цех входного контроля ЭРИ, автоматизирована проверка параметров выпускаемой аппаратуры.
Кандидат технических наук.
Умер на 45-м году жизни 18 мая 1982 года после инфаркта и инсульта.

## Звания и награды
Лауреат Государственной премии СССР.